# Севанске планине
Севанске планине (јерм. Սևանի լեռնաշղթա; азер. Şahdağ silsiləsi) представљају групу планинских врхова у систему Малог Кавказа, на граници између Јерменије и Азербејџана (Нагорно-Карабах). Простиру се источно од језера Севан, односно са источне стране затварају Севанску котлину. 
Протежу се у правцу север-југ у дужини од око 70 км. Максимална надморска висина је до 3.367 метара. У геолошком смислу састављене су од стена вулканског порекла и од седимената, углавном пешчара.
Северни обронци су обрасли густим листопадним шумама, јужни делови су под планинском степском вегетацијом, док су највиши врхови под ливадама.